# انيمورفس: نو ذا سيكريت
انيمورفيس: نو ذا سيكريت (بالإنجليزية: Animorphs: Know the Secret)‏ ، هي لعبة فيديو من نوع خيال علمي ومغامرات، انتجها شركة جي تي إنتراكتيف عام 2000م.

## وصلات خارجية
- Know the Secret at آي جي إن
- Know the Secret on غيم سبوت
- انيمورفس: نو ذا سيكريت على موقع IMDb (الإنجليزية)